# محمدحسن مهدوی اردبیلی
محمدحسن مهدوی اردبیلی متولد ۱۲۸۸ شمسی در اردبیل نویسنده، ریاضی‌دان و استاد دانشگاه ایرانی بود.

## دوران کودکی
مهدوی اردبیلی در سال ۱۲۸۸ شمسی در اردبیل متولد گردید. پس از اتمام دوره ابتدایی و دبیرستان به همراه خانواده خویش به تهران مهاجرت نمودند.

## تحصیل و تدریس
پس از اتمام دوره متوسطه در رشته ریاضی در دارالمعلمین تهران تحصیل نمود. در سال ۱۳۱۲ شمسی پس از اخذ مدرک ریاضی، جهت تحصیل به فرانسه اعزام گردید. در سال ۱۳۱۳ به سوئیس رفته و دکتری گرفت. در دوره جنگ جهانی دوم در فرانسه مانده و به تدریس ریاضی پرداخت. پس از بازگشت به ایران در رشته ریاضی دانشگاه تهران به دعوت پروفسور هشترودی به تدریس مشغول گردید. تا سال ۱۳۴۲ شمسی به مدت ۳ دوره، ریاست  دانشکده کشاورزی  دانشگاه تهران که توسط شورا به او پیشنهاد شده بود را به عهده داشت. در سال ۱۳۴۲ به اجبار استعفا داده و معاونت آموزشی دانشگاه اهواز را پذیرفت.

## مرگ
مهدوی اردبیلی در سال ۱۳۷۶ (در اثر تصادف) دار فانی را وداع گفت.

## آثار
- موارد استعمال احتمالات درانتگرالهای چندگانه (به زبان فرانسه)
- احتمالات و آمار ریاضی (دوجلد)
- هیدرولوژی (چهارجلد)
- مکانیک استدلالی
- معادلات دیفرانسیل و مشتقات جزئی
- حل المسائل معادلات دیفرانسیل و مشتقات جزئی